# Muchacha con perro
Una pintura de Jean-Honoré Fragonard llamada La rosquilla (La gimblette, en el original en francés), creada alrededor de 1770, tuvo varias versiones, y es una de las más famosas no solo del artista, sino también de todo el período rococó debido a su temática frívola.

## Descripción
La versión muniquesa del cuadro muestra a una jovencita tumbada boca arriba en la cama, bajo un gran dosel de tela amarilla dorada. El lecho está generosamente cubierto con ropa de cama. La muchacha tiene el cabello castaño, cuidadosamente peinado y recogido con una cinta roja. Ha levantado las piernas, cruzado los pies y abierto las rodillas. Entre ellas, balancea un pequeño perro de pelaje blanco con un lazo turquesa alrededor del cuello que reposa sus patas delanteras sobre las manos que su dueña junta sobre las rodillas, para mantener la postura. Antes de jugar en la cama, se ha quitado la bata roja, que ahora yace descuidadamente en el suelo frente a ella. Ya ha perdido la cofia de dormir mientras juega; está sobre su cabeza, encima de la almohada. Su camisón también se ha subido mientras retoza, dejando al descubierto toda la parte inferior de su cuerpo. Sin embargo, la vista de sus genitales está oculta por la cola peluda del perro, que los cubre. Es evidente que la muchacha despreocupada disfruta mucho del juego, como lo demuestra su risa abierta y su rostro enrojecido.

## Versiones y procedencia

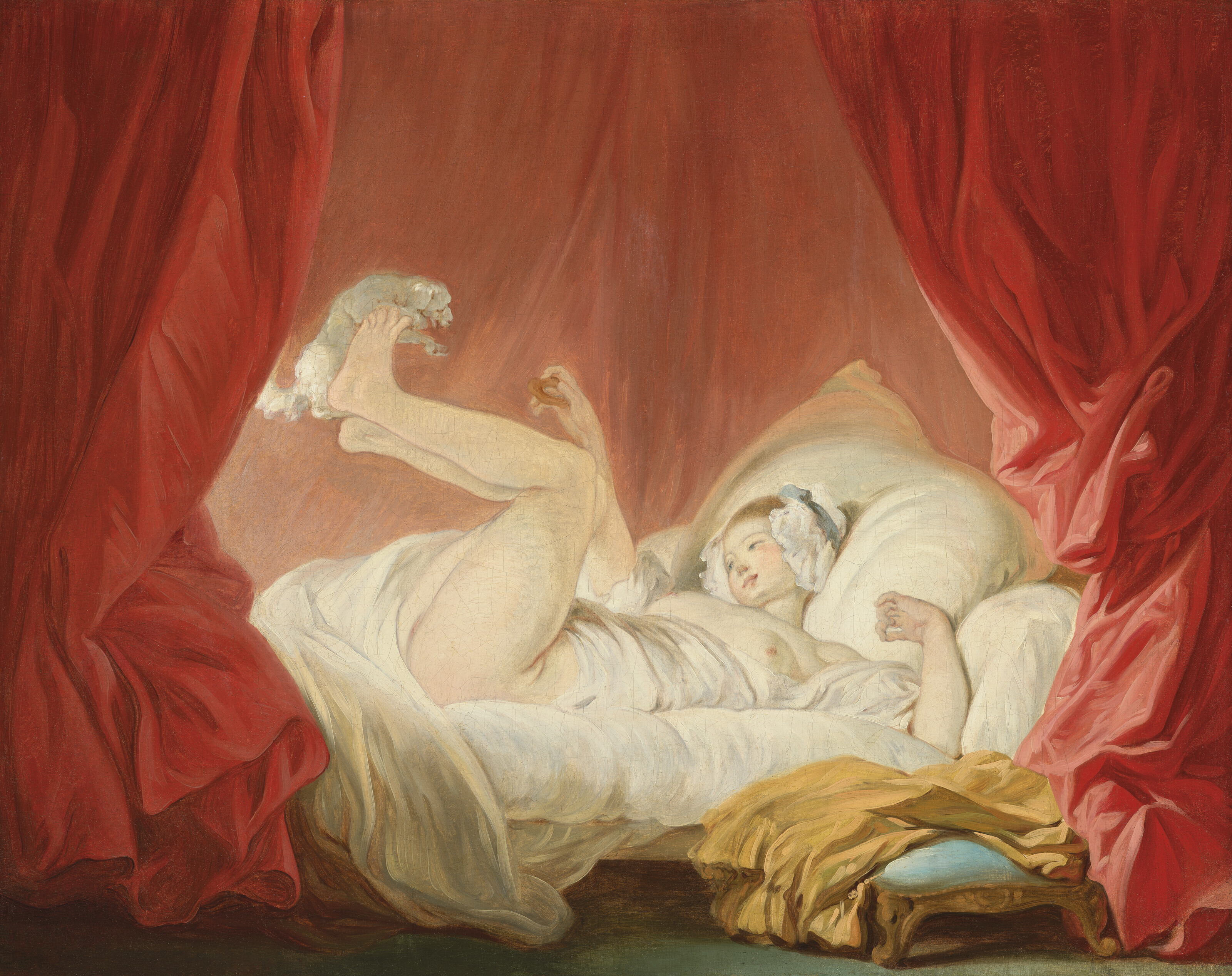
La rosquilla, versión Mühlbacher.

Fragonard pintó al menos cuatro versiones de este cuadro, posiblemente más, todas con diferencias significativas en los detalles y la calidad de ejecución. La más famosa hoy en día es la versión de Múnich descrita anteriormente. Antaño perteneció a la colección de François Walferdin. En 1977, el cuadro fue adquirido por el Bayerische Hypotheken- und Wechsel-Bank de una colección privada en París. Actualmente pertenece al HypoVereinsbank / Unicredit Bank y se encuentra en préstamo permanente en la Alte Pinakothek de Múnich con el número de inventario HuW 35. 
Walferdin poseía una segunda versión de la obra, de 35 × 40,5 cm. Esta versión lleva su nombre. En 1880, ambas versiones se vendieron en una subasta en el Hôtel Drouot. La versión, actualmente en Múnich, se vendió por 7.000 francos, mientras que la versión más pequeña de Walferdin se vendió por 1.010 francos. La pintura se considera perdida.
La tercera versión se conoce como la versión Mühlbacher, en honor a su propietario de principios del siglo XX, M. Georges Mühlbacher. A diferencia de la versión de Múnich, tiene formato apaisado y es ligeramente mayor: 72,4 cm × 91 cm. En esta variante, la joven balancea al perro sobre sus pies con las piernas alzadas con las rodillas dobladas y le ofrece una rosquilla ("gimblette") con la mano derecha. En esta versión, las cortinas son rojas y la bata desechada que ahora reposa pulcramente sobre un taburete bajo frente a la cama, es de color amarillo dorado. Aquí también la ropa de cama es lujosa y la muchacha se ha liberado una vez más de las mantas. Sin embargo, la obra no es tan exuberante como en la versión de Múnich. Aquí, la joven todavía lleva la cofia de dormir. Esta vez, no solo el camisón revuelto deja al descubierto la parte inferior de su cuerpo, sino que también se exponen los pechos de la joven, obviamente un poco mayor. Dado que la vista en esta pintura es mucho más lateral y las piernas no están abiertas, la cola del pequeño perro gris claro no es necesaria para cubrir los genitales. En mayo de 1907, la pintura fue subastada por 31.500 francos en la galería de Georges Petit, después de que Mühlbacher falleciera el año anterior. Fue adquirida por Marius Paulme (1863-1928), quien, como experto, ya había preparado el peritaje de la pintura para el catálogo de la subasta. La pintura fue subastada en otras pujas en Francia en 1969, 1975 y 2001, en este último caso no bajo el nombre de Fragonard, sino como "escuela francesa del siglo XVIII, seguidor de Fragonard". La pintura se vendió más tarde en Christie's en la ciudad de Nueva York a fines de enero de 2024 por 756.000 dólares, ligeramente por encima de la estimación, y nuevamente fue atribuida a Fragonard. Existe una versión ligeramente modificada de la versión de Mühlbacher, la versión de Cailleux, en la que el perro es negro, las piernas están más alzadas, la bata más desdoblada sobre el taburete y la mano izquierda cuelga del borde del colchón con varias rosquillas más pendiendo de los dedos. 
Una cuarta variante, también en formato horizontal, era propiedad de Pierre Victor de Besenval de Brünstatt y, por consiguiente, se conoce como la versión Besenval. Es posible que la haya adquirido directamente de Fragonard, a quien conocía personalmente, pero posiblemente también de Jean-Baptiste-Pierre Lebrun, quien, siendo pintor y coleccionista, también trató con pinturas de Fragonard. El cuadro, que mide 70 × 86,5 cm, ahora se considera perdido. Esta versión combina las versiones de Mühlbacher y Múnich. La joven vuelve a sostener al perro en sus pies y también tiene aproximadamente la misma edad que la muchacha de la versión de Mühlbacher. Aquí, la cofia se ha deslizado hasta la mitad de su cabello ondulado, que no está peinado tan pulcramente como en las otras imágenes. La camisa vuelve a dejar al descubierto la parte inferior del cuerpo y los pechos. Dado que el punto de vista es similar al de la versión de Múnich, pero esta vez el perro está demasiado alto para cubrir la desnudez de la joven, un extremo del camisón se desliza sobre la entrepierna, como se aprecia en algunas copias grabadas. En otras versiones no existe dicha protección. En la versión de Besenval, el perro parece un caniche, con una pequeña peluca larga de juez o la ceremonial de un consejero real, lo que podría considerarse una caricatura. Tras la muerte del barón en 1791, sus herederos subastaron sus bienes en agosto de 1795. Es probable que esta variante sea la original de la que se derivan las demás versiones.

## Interpretación, clasificación en la obra y antecedentes
A mediados de la década de 1760, Fragonard comenzó a dedicarse casi exclusivamente a pequeñas pinturas de contenido erótico, siguiendo claramente la tradición de Antoine Watteau. Su pintura más famosa de esta época es El columpio. También en La rosquilla el componente erótico solo emerge a través del espectador; en el caso de El columpio, incluso dentro de la propia pintura. Las jovencitas de Fragonard juegan inocentemente con sus perros; solo la pintura de Múnich invita a una interpretación más profunda. Son captadas en su intimidad, como espiadas por un mirón (voyeur). Incluso en la época de su creación, la pintura se consideraba muy escandalosa; en particular, la pintura de Múnich no se permitía exhibirla abiertamente ni como pintura ni como grabado. Hoy en día, es casi un símbolo de la época en que fue creada: «La frivolidad del tema, que representa la moral relajada de la sociedad rococó, se sublima de la manera más hermosa a través de una pintura abocetada y virtuosa». 

Fragonard prefería representar a las mujeres tanto desnudas, en frívolas pinturas de género, como en recatados retratos con perros. Las jóvenes tumbadas en la cama también eran un tema recurrente en su obra:

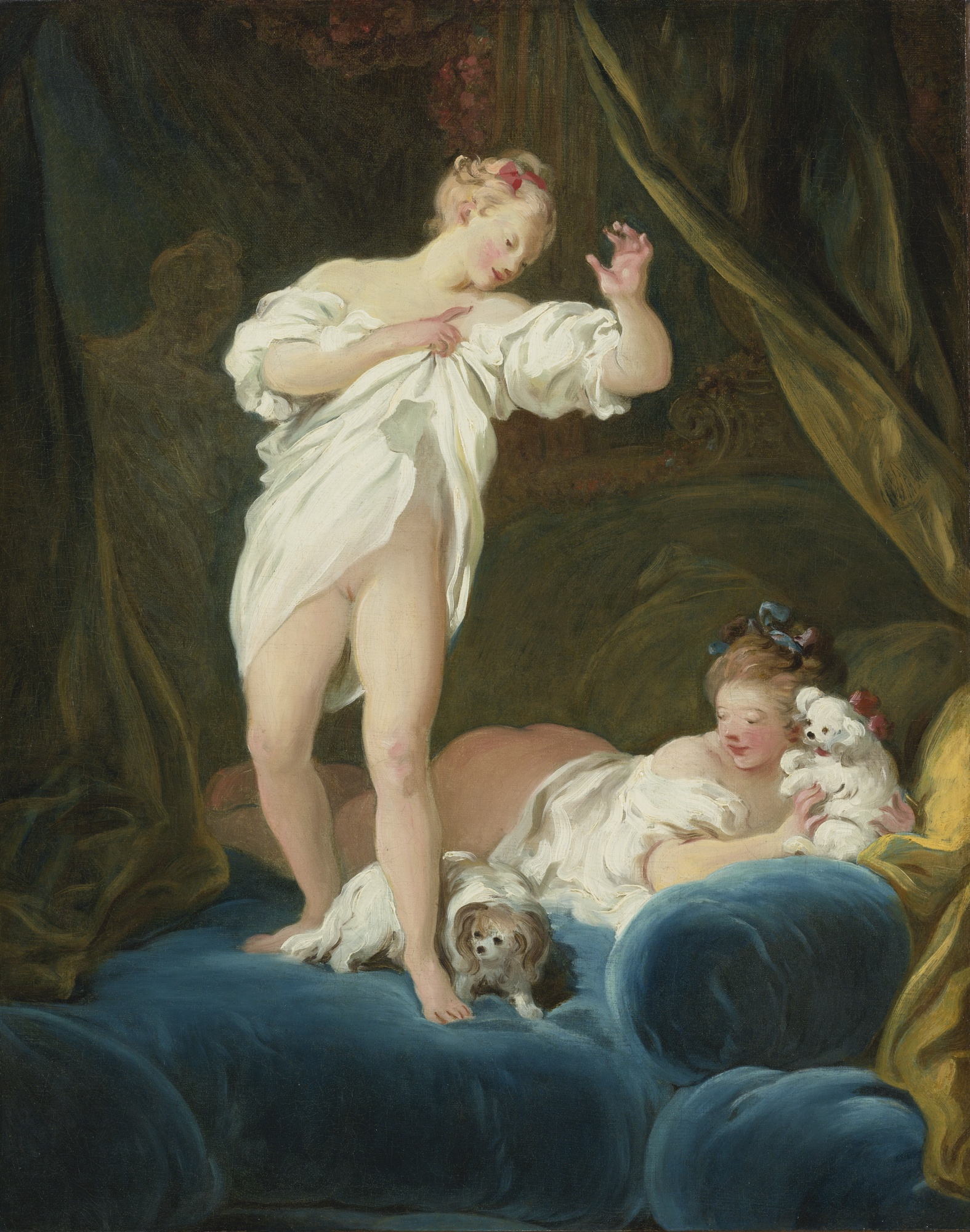
Dos muchachas jugando con sus perros, Colección de Arte Resnick, Beverly Hills.
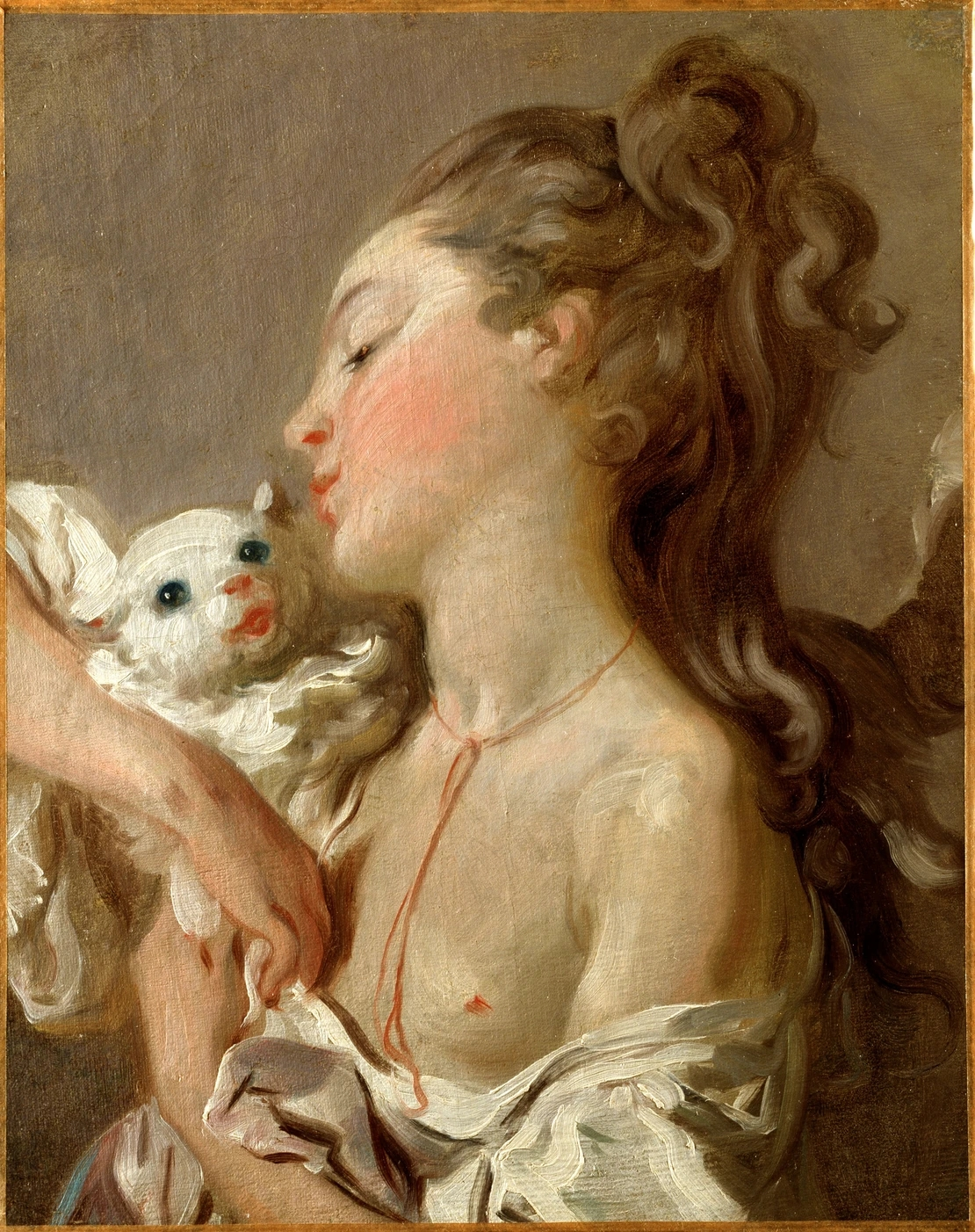
Jovencita con un cachorro [o gato o juguete de peluche] en brazos, alrededor de 1770, Museo Langmatt, Baden AG.
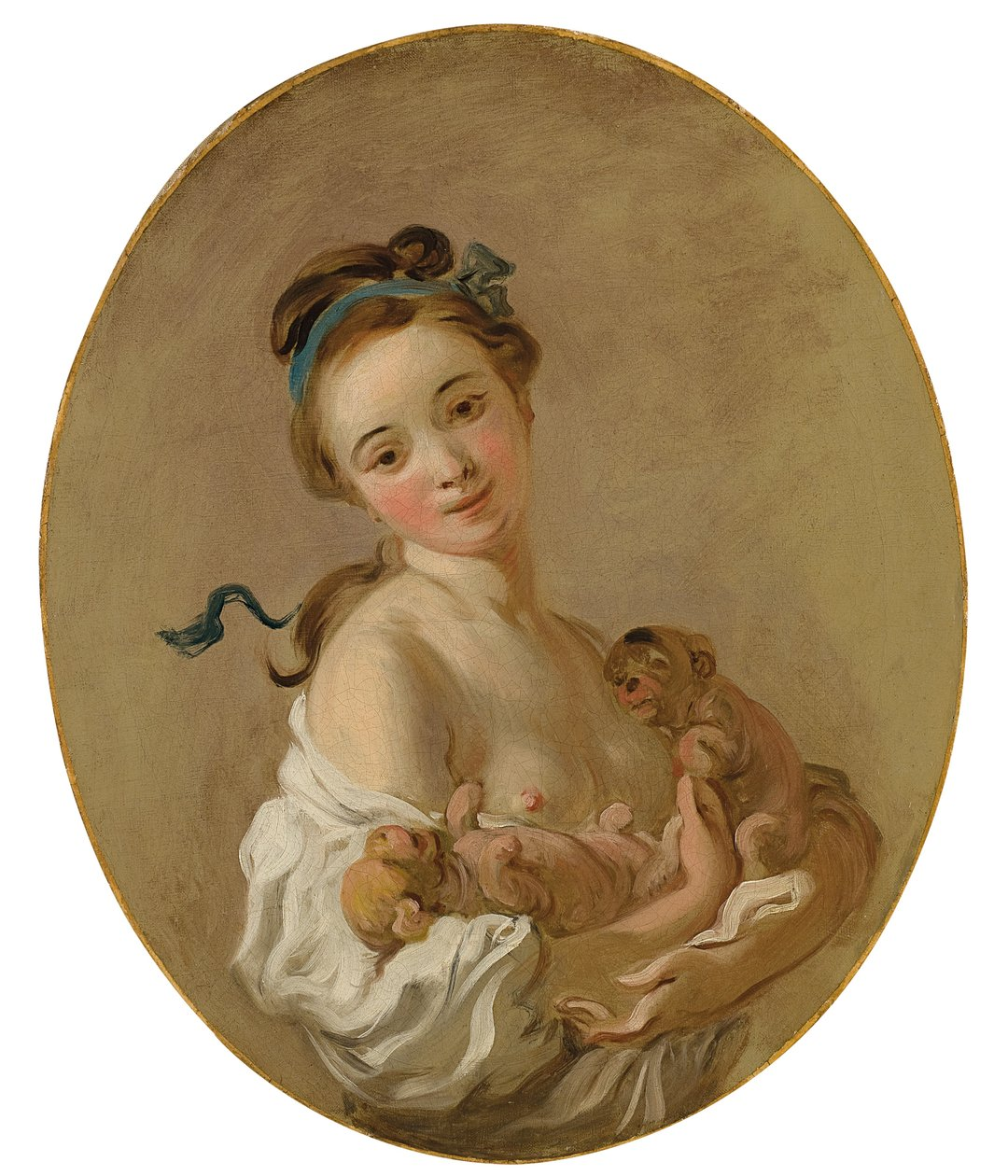
Chica con dos cachorros, alrededor de 1770, colección privada.
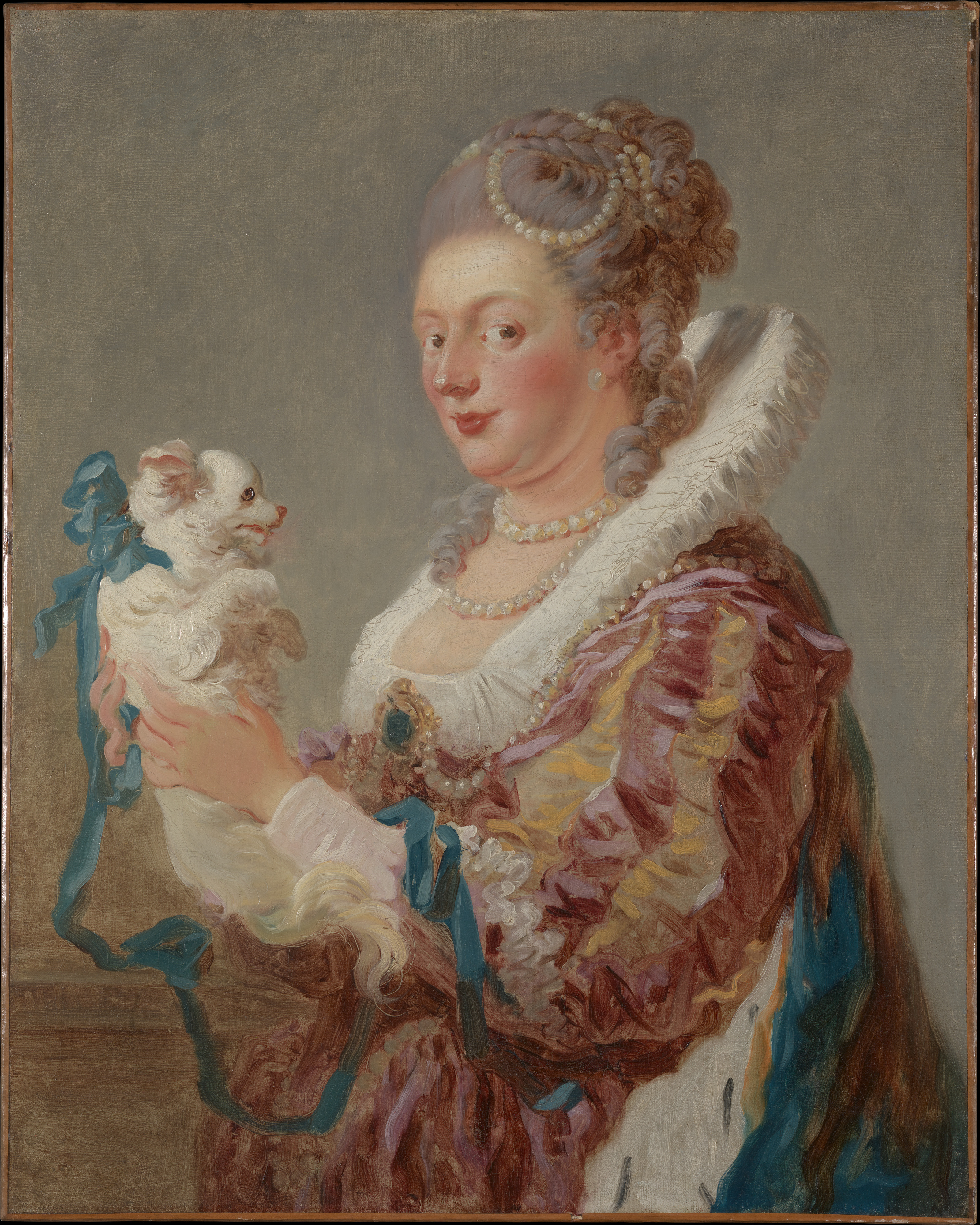
Mujer con perro, alrededor de 1769, Museo Metropolitano de Arte, Nueva York (37.118).
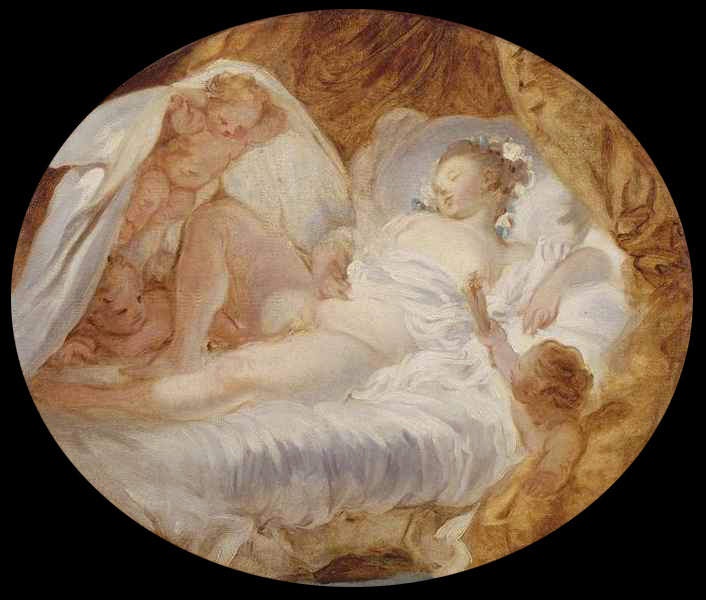
Fuego a la pólvora, probablemente de la segunda mitad de la década de 1760, Louvre, París (RF 1942-21).
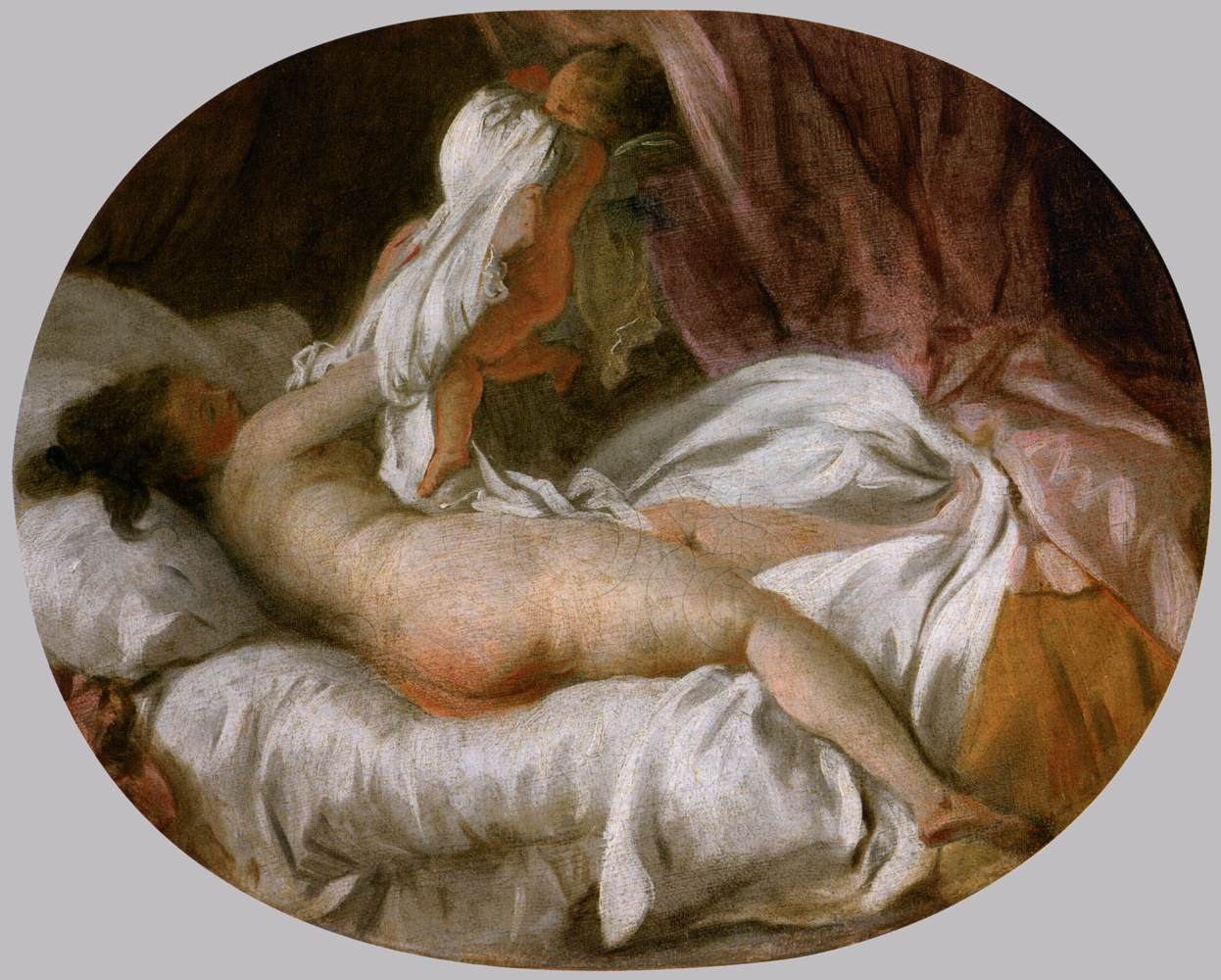
El camisón arrebatado c.1770, Louvre, París (MI 1057).

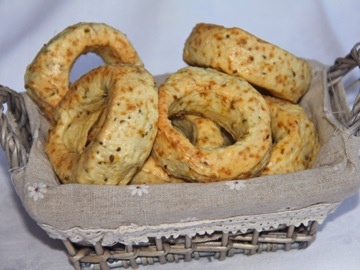
Gimblettes, rosquillas de anís originarias de Albi.

Fuego a la pólvora recuerda mucho a la versión de Munich en su diseño y combinación de colores, mientras que El camisón arrebatado recuerda a la versión de Besenval.
El título en francés La gimblette hace referencia al dulce que la muchacha ofrece al perro en todas las versiones del cuadro, excepto en la de Múnich.

## Recepción
Los dos protagonistas, la muchacha y el perro, difieren ligeramente en apariencia y comportamiento en las distintas versiones del cuadro. Sin embargo, esto tiene un impacto significativo en la interpretación de la escena. Esto se aplica a la forma en que la joven viste, si le da o no una rosquilla al perro, cómo lo sostiene, así como a la posición del perro y su raza. El papel del perro también debe interpretarse en consecuencia. En algunas versiones, el perro se parece más a un spaniel, en otras a un carlino o a un caniche. El tema del cuadro también se conoce por los títulos "Muchacha en la cama haciendo bailar a su perro" y "Muchacha jugando con un perro".

La versión de Besenval solo se conoce por grabados posteriores de Charles Bertony. El 19 de abril de 1783, el diario Journal de Paris anunció la venta de grabados de la pintura. Existían versiones "con velo" y "sin velo", aunque se indicó que esta última no debía exhibirse públicamente. Existe también una edición limitada de la versión velada, con una forma ligeramente diferente, destinada a Besenval y que ostenta, entre otras cosas, el escudo de armas de su familia. En la versión sin velar, al igual que en la pintura de Mühlbacher, los genitales son claramente visibles, algo inusual para la época.

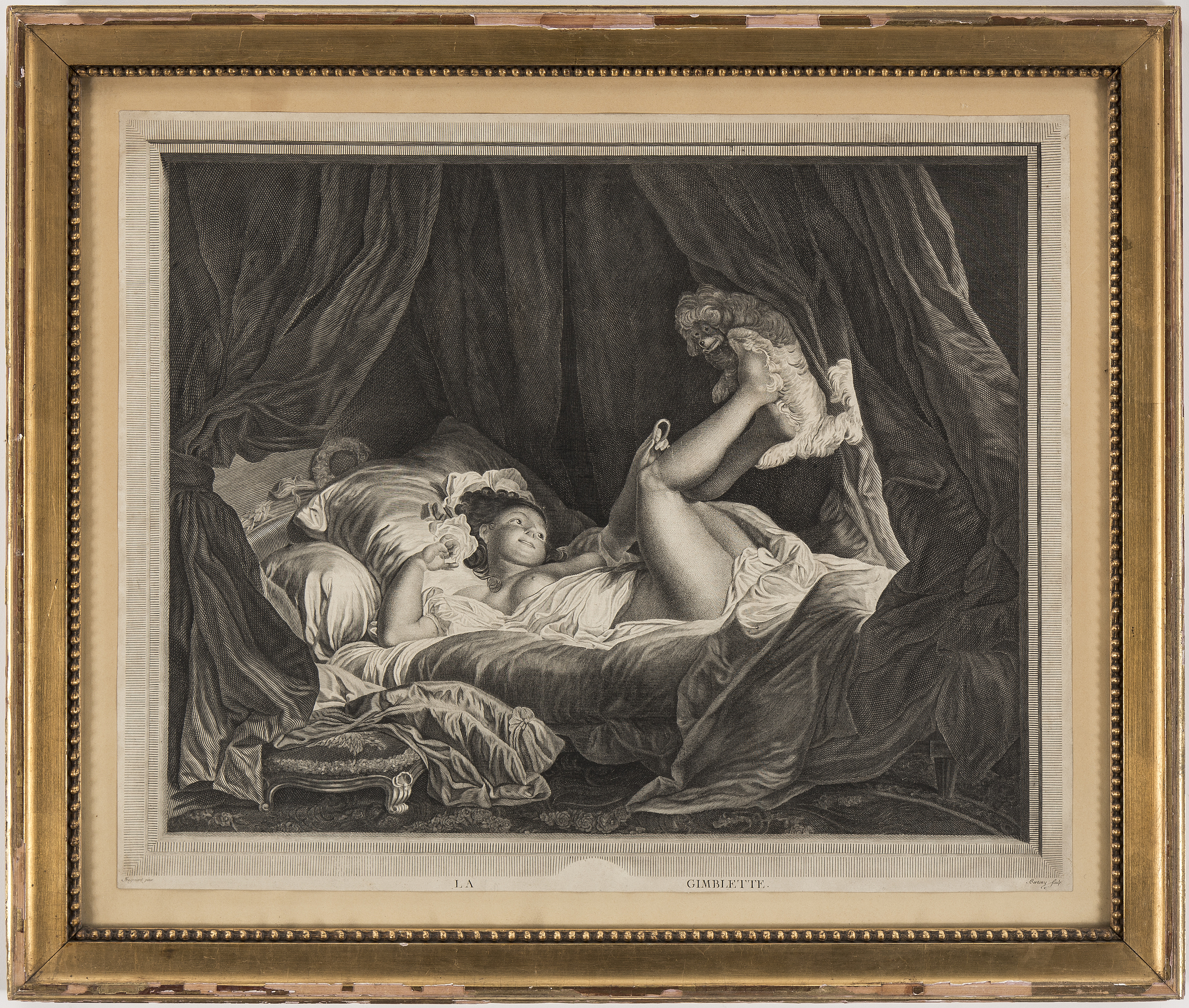
Versión camuflada en la versión estándar.
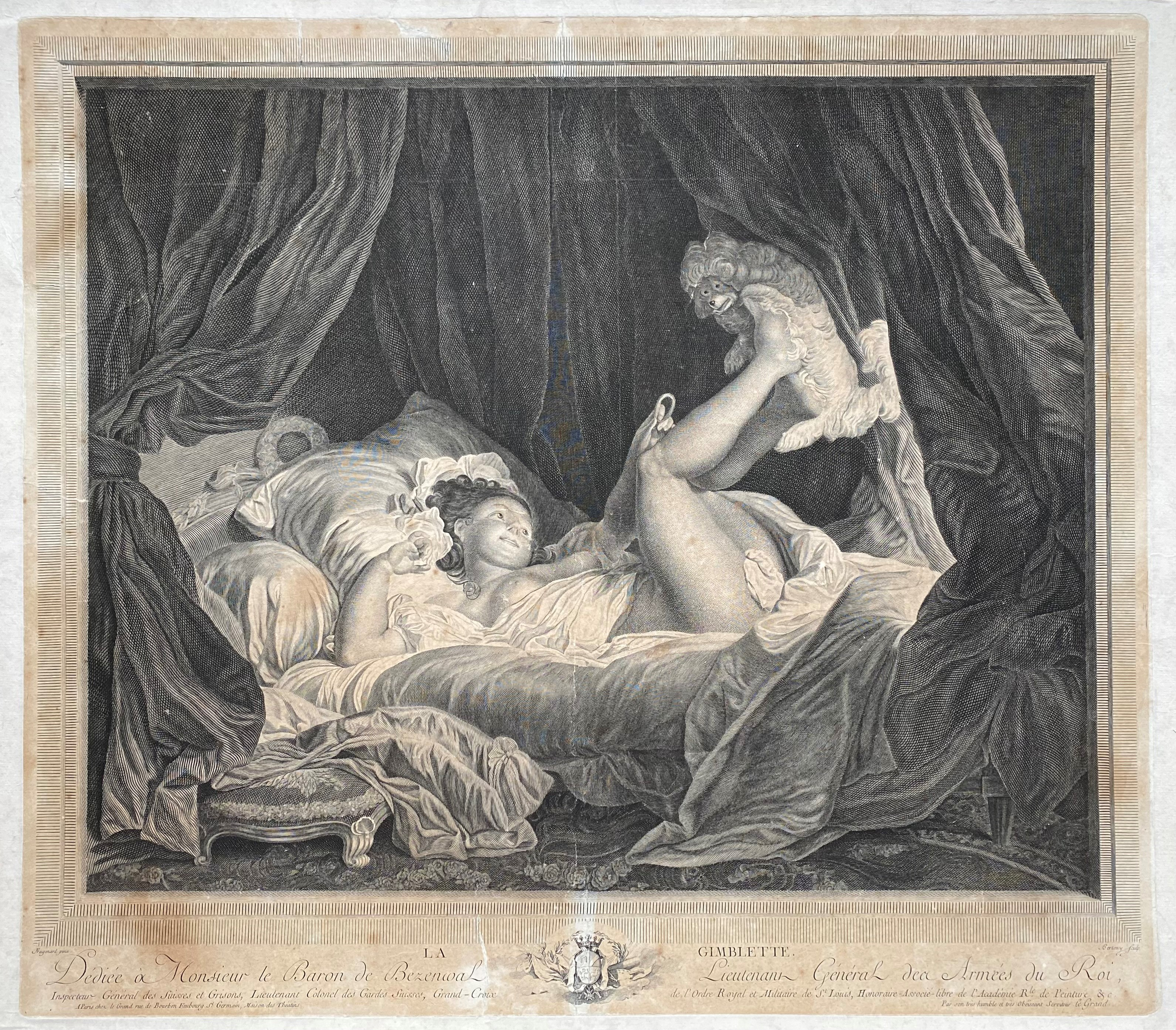
Versión velada de Besenval.
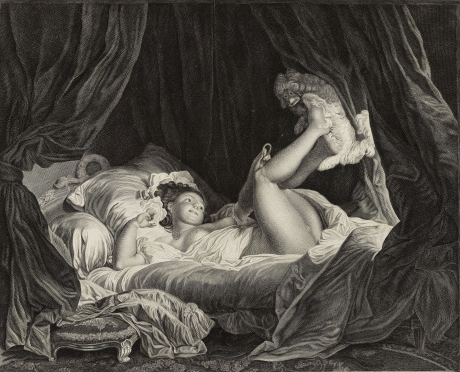
Versión desvelada.

El motivo gozó de cierta popularidad a finales del siglo XVIII y a lo largo de todo el XIX. Fue copiado por numerosos artistas, entre ellos los grabadores Augustin-Claude-Simon Legrand (1765-1815) y Niclas Lafrensen (1737-1807). Numerosas versiones de «La rosquilla» se comercializaron en los siglos XIX y principios del XX, creadas por diferentes artistas, incluyendo algunas versiones que se vendieron falsamente como pinturas de Fragonard. Hoy en día, suele ser muy difícil distinguirlas, ya que las antiguas descripciones en los catálogos de venta solían ser inexactas y a menudo faltaban las dimensiones. Además, existen grandes diferencias de calidad. 
El escultor Clodion creó varias esculturas de terracota basadas en las imágenes.